# Setodes abhirakta
Setodes abhirakta är en nattsländeart som beskrevs av Schmid 1987. Setodes abhirakta ingår i släktet Setodes och familjen långhornssländor. Inga underarter finns listade i Catalogue of Life.